# Hoerstgen
Hoerstgen ist der westlichste Stadtteil von Kamp-Lintfort mit 1128 Einwohnern (Stand 1. März 2024). Es ist ein typisches Straßendorf mit einer evangelischen Kirche in der Ortsmitte. Diese ist sehr bekannt für ihre gut erhaltene Thomas Weidtman-Orgel aus dem Jahre 1731; sie wurde nach Umbau 1854 durch Bernhard Tibus im Jahre 1971 durch Ahrend & Brunzema restauriert und wieder rückgeführt.

Lage der Gemarkung Hoerstgen in Kamp-Lintfort

Die Hoerstgener Kirchenbücher sind ab 1632 überliefert. Entstanden ist die evangelische Gemeinde mitten in katholischem Gebiet, als sich 1557 die Reichsfreiherrlichkeit Hoerstgen der Reformation anschloss. Dies führte zu jahrhundertelangem Streit mit dem zu Kurköln gehörenden Kloster Kamp. Finanziert hat sich die Kleinstherrschaft Frohnenbruch-Hoerstgen teilweise durch die Ansiedlung von Schutzjuden ab dem 18. Jahrhundert. Deren Anteil machte zu Beginn des 19. Jahrhunderts rund 25 % der Dorfbevölkerung aus. Der einzige Zeuge der prozentual größten jüdischen Gemeinde am Niederrhein ist heute der jüdische Friedhof am Ortsausgang Richtung Sevelen. Die Synagoge an der Dorfstraße wurde bereits 1931 abgerissen.   
Seit Himmelfahrt 1861 gibt es die Freie evangelische Gemeinde Hoerstgen. Die Kinder- und Jugendarbeit zählt seit langer Zeit zu den Schwerpunktaufgaben. Besonders zu erwähnen ist das Hoerstival, das größte christliche Musikfestival am Niederrhein. Die FeG Hoerstgen ist Mitglied im Bund Freier evangelischer Gemeinden in Deutschland.
Eine weitere Sehenswürdigkeit ist der ehemalige Herrschaftssitz Haus Frohnenbruch an der Grenze zu Sevelen. Die Silhouette von Hoerstgen prägt auch ein Schacht des Bergwerkes West.

## Söhne und Töchter von Hoerstgen
- Johannes Ewich (1525–1588), Reformator in Hoerstgen, erster graduierter Arzt in Duisburg und später Stadtphysikus in Bremen
- Jacob Wiener (1815–1899), jüdischer Graveur
- Ako Haarbeck (1932–2017), Pfarrer und ehemaliger Landessuperintendent der Lippischen Landeskirche